# Шаумян, Григор Арутюнович
Григор Арутюнович Шаумя́н (1 апреля 1905, Дилижан, Эриванская губерния — 28 августа 1973, Москва) — советский учёный, инженер-машиностроитель.

## Биография
Родился 1 апреля 1905 года в Дилижане. В 1922—1923 работал механиком в Дилижанской типографии.
Окончил МВТУ (1930).
В 1932—1971 годах на научно-преподавательской работе в МВТУ, с 1944 заведующий кафедрой «Станки и автоматы». Основатель специальности «Электронное машиностроение».
Во время войны — главный инженер специального бюро по выполнению военных заказов. Занимался созданием новых станков.
Кандидат (1936), доктор (1943) технических наук. Профессор.
Умер 28 августа 1973 года. Похоронен на Ваганьковском кладбище (участок № 1).
Брат Вагинака Арутюновича Шаумяна — лауреата Сталинской премии.

## Научные труды
Автор научно-теоретических основ автоматизации и теории производительности машин-автоматов, в том числе монографий и 100 изобретений.
Сочинения:
- Структура и синтез автоматов: Дис. на соиск. учен. степени докт.техн. наук. [Рукопись]. М., 1943
- Основы теории проектирования станков-автоматов и автоматических линий. М., 1949
- Автоматы. Изд. 2-е. М., 1955
- Автоматизация производственных процессов. М., 1958
- Автоматы и автоматические линии. М., 1961

## Награды
- Сталинская премия второй степени (1948) — за разработку теоретических основ конструирования станков-автоматов, изложенных в научном труде «Основы теории проектирования станков-автоматов» (1946).